# Casa na Rua Visconde de Ferreira do Alentejo, 31
A Casa na Rua Visconde de Ferreira do Alentejo, 31 é um edifício residencial no centro da vila de Ferreira do Alentejo, no Distrito de Beja, em Portugal.

## Descrição
A casa apresenta um formato híbrido, com uma mistura de correntes arquitectónicas, incluindo um telhado no estilo dos Alpes Suíços, muito de duas águas muito inclinadas, um ligeiro teor medieval, principalmente visível nas janelas mouriscas, e azulejos polícromos de influência oitocentista. A fachada está dividida em duas partes por um balcão corrido no primeiro andar, com uma balaustrada em cerâmica branca, e que em cada canto possui pinhas também de cerâmica. No piso térreo existe uma porta central com uma janela de cada lado, sendo as três aberturas rematadas por uma verga curva. A fachada está totalmente revestida por azulejos de motivos geométricos, em tons de azul, branco, sépia e amarelo. O primeiro andar tem três janelas de sacada semelhantes às do primeiro piso, que dão acesso ao balcão corrido. No piso superior, por baixo do vão do telhado, encontra-se uma janela dividida em três partes, de estilo neo-mourisco, sendo as partes laterais rematadas por arcos de ferradura, enquanto que a central possui um arco apontado.

## História
A construção da casa inseriu-se numa fase de grande desenvolvimento económico no concelho de Ferreira do Alentejo, no século XIX, que permitiu a renovação urbana da vila, através da construção de vários edifícios residenciais. Um dos principais promotores deste crescimento urbano foi a família Vilhena, tendo um membro desta família sido o primeiro e único Visconde de Ferreira do Alentejo, que construiu a casa, e deu o seu nome ao arruamento.